# Сидоров, Николай Григорьевич
Никола́й Григо́рьевич Си́доров (22 декабря 1918 — 10 декабря 2003) — военный лётчик, штурман 329-й истребительной авиационной дивизии 4-й воздушной армии во время Великой Отечественной войны, полковник, профессор. Заслуженный работник культуры РСФСР. Герой Советского Союза.

## Биография
Родился 22 декабря 1918 года в селе Сабуровка (ныне — Аннинского района Воронежской области). Окончил рабфак и 1-й курс Воронежского сельскохозяйственного института. В Красной Армии с 1936 года. В 1939 году окончил Качинскую военную авиационную школу лётчиков. Был лётчиком-инструктором, затем — командиром звена 2-й авиационной эскадрильи. За время работы обучил десятки лётчиков-истребителей.
Начал войну в ноябре 1941 года лейтенантом, заместителем командира, затем командиром 1-й эскадрильи 627-го истребительного авиаполка, сформированного из лётчиков Качинского училища на самолётах И-16. В 1942 году защищал Москву в составе 66-го истребительного авиационного полка (1-я воздушная армия) в должности командира 1-й эскадрильи на самолётах Як-1. В период с 28 марта по 16 октября 1943 года в 25-й запасной истребительный авиационный полк Закавказского фронта на аэродроме города Аджикабул переучился на американские истребители «Аэрокобра». С 16 октября приступил к боевой работе в составе 329-й истребительной авиадивизии 4-й воздушной армии Северо-Кавказского фронта. Будучи старшим штурманом дивизии, принимал участие в планировании операций:
- Керченско-Эльтигенская десантная операция — с 31 октября 1943 года по 11 декабря 1943 года;
- Крымская наступательная операция — с 8 апреля 1944 года по 12 мая 1944 года;
- Восточно-Прусская операция — с 13 января 1945 года по 25 апреля 1945 года;
- Млавско-Эльбингская операция — с 14 января 1945 года по 26 января 1945 года;
- Восточно-Померанская операция — с 10 февраля 1945 года по 4 апреля 1945 года;
- Берлинская операция — с 16 апреля 1945 года по 8 мая 1945 года.

В июле 1944 года на самолётах Р-39 «Аэрокобра» прикрывал челночные полёты американцев в районе Миргорода и Полтавы. Участвовал в освобождении Польши и Германии от фашистов.
Всего за время войны выполнил 350 успешных боевых вылетов, провёл 46 воздушных боёв, в которых сбил 18 самолётов противника лично и 4 в группе. Много вылетов совершил на разведку, патрулирование и штурмовку войск врага.
После войны, в 1945—1946 годах, в составе 329-й иад находился в Польше, а после этого был назначен старшим штурманом 181-й иад в Крым (Таврический военный округ), откуда в 1948 году поступил в Военно-воздушную академию, которую подполковником окончил в 1952 году.
С 1952 по 1960 годы работал начальником учебно-лётного отдела, заместителем начальника штаба 2-х Высших Центральных лётно-тактических курсов ВВС.
С 1960 по 1963 годы работал начальником учебно-лётного отдела Качинского Высшего военного авиационного училища лётчиков им. А. Ф. Мясникова, а с 1963 по 1971 годы — начальником штаба Качинского авиационного училища вплоть до сентября 1971 года, когда был демобилизован по состоянию здоровья в звании полковника.
После демобилизации с 1971 года работал в Волгоградской архитектурно-строительной академии в должностях начальника кафедры БЖД и доцента. За успехи в воспитании и обучении студентов 7 раз награждался знаком «Победитель социалистического соревнования» и 2 раза за пятилетки.
В 1977 году было присвоено учёное звание доцент, в 1983 году присвоено Почётное звание «Заслуженный сотрудник культуры РСФСР», Почётный профессор ВолГАСА, решением Волгоградского городского Совета народных депутатов от 29 января 1999 года за вклад в подготовку военных и гражданских специалистов высшего образования, активное участие в патриотическом воспитании волгоградцев присвоено звание «Почётный гражданин города-героя Волгограда».
Жил в городе Волгограде. Умер 10 декабря 2003 года. Похоронен на Центральном кладбище Волгограда.

## Награды
- Медаль «Золотая Звезда»;
- орден Ленина;
- три ордена Красного Знамени;
- два ордена Отечественной войны 1-й степени;
- два ордена Красной Звезды;
- медали, в том числе:
  - медаль «За боевые заслуги»;
  - медаль «За оборону Москвы»;
  - медаль «За оборону Кавказа»;
  - медаль «За победу над Германией»;
  - медаль «За взятие Кенигсберга».

## Память
9 сентября 2005 года в городе-герое Волгограде на фасаде дома № 2а по проспекту Ленина, в котором он жил с 1986 по 2003 год, установлена мемориальная доска.